# Une nuit en enfer 2 : Le Prix du sang
Pour les articles homonymes, voir Le Prix du sang.
Série
Une nuit en enfer
(1996) Une nuit en enfer 3 : La Fille du bourreau
(2000)
Pour plus de détails, voir Fiche technique et Distribution.
Une nuit en enfer 2 : Le Prix du sang ou La Nuit la plus longue 2: Le Prix du sang au Québec (From Dusk Till Dawn 2: Texas Blood Money) est un film américain réalisé par Scott Spiegel, sorti en 1999.
Le film suit une ancienne bande de braqueurs qui se reforme après plusieurs années pour braquer la banque de la frontière Sud des États-Unis. Mais ils rencontrent des vampires assoiffés de sang, qui vont contrarier leur plan.
Le film est la suite de Une nuit en enfer, réalisé par Robert Rodriguez et écrit par Quentin Tarantino. En France, le film est sorti directement en vidéo. Il n'est sorti en salles que dans certains pays.

## Synopsis
Après s'être évadé de prison, le braqueur de banque, Luther Heggs fait l'objet d'une chasse à l'homme menée par le Texas Ranger Otis Lawson. Luther contacte son ancien complice Buck Bowers et lui dit de reconstituer leur ancien gang composé de C.W. Niles, Jesus Draven et Ray Bob.
L'équipe arrive à un motel, où elle attend Luther. Alors qu'il est en route, Luther heurte un obstacle, provoquant une panne de sa voiture. Luther se dirige vers un bar voisin, le Titty Twister. Il appelle Buck depuis le bar pour l'informer de son retard.
Luther se voit proposer un tour par le barman, Razor Eddie. Cependant, lorsque Razor découvre que Luther a tenté de tuer une chauve-souris qui se révèle être son ami Victor, il le ramène à sa voiture, où Victor et Razor l'attaquent et le transforment en vampire.
Au motel, Jesus couche avec Lupe, une femme qu'il a rencontrée à son arrivée. Jésus s'endort pendant que Lupe prend une douche. Luther arrive sous forme de chauve-souris et tue Lupe. Jésus se réveille et commence à s'habiller. La douche s'éteint et il remarque du sang qui coule sous la porte de la salle de bain. Il voit le corps de Lupe gisant sans vie. Celle-ci se réanime alors en vampire et attaque Jésus. Il parvient à la tuer en lui coupant la tête puis saute par la fenêtre pour s'échapper. Mais Luther le rattrape et le transforme en vampire.
En entendant du bruit, la propriétaire du motel part enquêter et voit Luther tuer Jésus. Elle panique et tente d'appeler la police mais est attaquée et tuée par Luther. Alors que Buck est en train de regarder un film, quelqu'un essaie d'entrer dans sa chambre. Réalisant qu'il s'agit de Jésus, Buck ouvre la porte et découvre que Luther est arrivé. Le gang planifie alors le braquage de la banque Banco Bravos puis quitte le motel. Après avoir reçu l'appel du directeur du motel, Otis inspecte la scène du crime.
En arrivant à la banque, Luther entre dans le bâtiment par les bouches d'aération et tue l'agent de sécurité, en service et lui arrache les clés pour laisser entrer les autres. Luther et C.W. se dirigent vers le coffre-fort. Alors qu'ils tentent d'ouvrir le coffre-fort, ils remarquent que la poignée du coffre-fort ressemble à une croix, ce qui fait hurler Luther qui la recouvre rapidement. Alors qu'il travaille en étroite collaboration avec C.W., Luther est tenté de lui mordre le cou. CW se sentant mal à l'aise en raison de la proximité de Luther, lui dit de reculer, avant de retirer le manteau de Luther de la poignée. Luther réagit à nouveau et mord C.W, le transformant en vampire. C'est alors que la police arrive à la banque.
Buck encourage les membres du gang à s'échapper, mais ils refusent. Buck et Ray Bob quittent la banque mais sont forcés d'y rentrer de nouveau car il n'y a aucune issue en vue. Otis arrive et demande à parler au garde. Buck dit à Jésus de faire semblant d'être le garde et de dire à Otis en espagnol qu'il va bien. Otis dit alors à l'équipe SWAT d'entrer dans la banque par le toit. Jésus arrache le téléphone des mains de Buck et l'arrache du mur. Luther et C.W. déverrouillent les coffres-forts, avant de remplir les sacs d'argent. L'équipe SWAT jette des gaz lacrymogènes dans la bouche d'aération. Luther le leur renvoie avant de les tuer sous forme de chauve-souris. Luther revient et mord Ray Bob, le transformant également en vampire. De retour dans la salle des gardes, Buck et Jesus attendent toujours. Buck allume une cigarette et remarque que Jésus n'émet aucun reflet sur l'écran de l'ordinateur.
Luther entre alors en disant à ses complices, d'aider à charger l'argent. Buck tend une arme à Luther, Jesus et C.W. et dit à Ray Bob de se tenir à ses côtés. Ray Bob révèle qu'il est lui aussi désormais un vampire. Le groupe attaque Buck mais il s'échappe de la banque et se fait arrêter par Otis. Otis envoie l'équipe SWAT pour vider la banque, malgré l'avertissement de Buck. Le groupe de vampires tue brutalement et se nourrit de l'équipe SWAT. Soudain, la lumière du soleil apparaît et les vampires tentent de se cacher.
Cependant, une éclipse a lieu et le Soleil disparaît. Les vampires quittent la banque et commencent à tuer les policiers, dans un véritable bain de sang. Une fois tous les policiers tués, il ne reste que Buck, Otis et Edgar McGraw. Un face-à-face entre les survivants et les vampires a lieu. Alors que tous les vampires semblent vaincus, une policière transformée attaque les survivants et réussit à libérer les vampires. Buck tue la femme vampire, tout comme Jésus tue Edgar McGraw.
Jésus tente alors de prendre l'argent avant d'être rattrapé par Luther. C.W. est ensuite tué par Otis tandis que Jésus est tué par Buck après avoir été empalé par un ornement à cornes. Luther attaque Otis, alors que Ray Bob attaque Buck. Voyant que l'éclipse se termine, Luther et Ray Bob tentent de se diriger vers leur voiture. Luther est tué par Buck, qui se cachait sur la banquette arrière, puis, il utilise ses lunettes de soleil pour réfléchir la lumière du soleil sur Ray Bob, le tuant.
Alors que les sirènes se font entendre approcher, Buck s'enfuit, Otis lui donnant une longueur d'avance.

## Fiche technique
Sauf indication contraire, les informations mentionnées dans cette section peuvent être confirmées par la base de données cinématographiques IMDb,  présente dans la section « Liens externes ».
- Titre original : From Dusk Till Dawn 2: Texas Blood Money
- Titre français : Une nuit en enfer 2 : Le Prix du sang
- Titre québécois : La Nuit la plus longue 2: Le Prix du Sang
- Réalisation : Scott Spiegel
- Scénario : Scott Spiegel et Duane Whitaker, d'après une histoire de Scott Spiegel et Boaz Yakin
- Musique : Joseph Williams
- Direction artistique : Liza Rowland
- Décors : Felipe Fernández del Paso et Jennie Harris
- Costumes : Rory Cunningham
- Photographie : Philip Lee
- Son : Keith Elliott, Scott Purdy
- Montage : Bob Murawski et Georges Zeter
- Production : Gianni Nunnari, Meir Teper et Michael S. Murphey

Production exécutive : Russell D. Markowitz
Production déléguée : Quentin Tarantino, Lawrence Bender et Robert Rodriguez
Coproduction : Elizabeth Avellan et Paul Raleigh
- Sociétés de production[1] : A Band Apart, Dimension Films et Los Hooligans Productions
- Sociétés de distribution[1] : Dimension Home Video (États-Unis), Le Studio Canal+ (France) [réf. souhaitée]
- Budget : 5 millions de dollars (estimation)[2] / 10 millions de dollars[3]
- Pays d'origine :  États-Unis
- Langue originale : anglais
- Format[4] : couleur - 35 mm - 1,85:1 (Panavision) - son Dolby Digital
- Genre : fantastique, épouvante-horreur, thriller, action
- Durée : 88 minutes / 110 minutes[4] (en Argentine)
- Dates de sortie[5] :
  - États-Unis : 16 mars 1999 (sortie directement en vidéo)
  - France : 20 mars 2000 (sortie directement en vidéo)[3]
- Classification[6] :
  -  États-Unis : R – Restricted (Les enfants de moins de 17 ans doivent être accompagnés d'un adulte).
  -  France : Interdit aux moins de 16 ans[7].

## Distribution
- Robert Patrick (VFB : Robert Guilmard ; VQ : Bernard Fortin) : Buck
- Bo Hopkins (VQ : Hubert Gagnon) : le shérif Lawson
- Duane Whitaker (VFB : Jean-Paul Landresse ; VQ : Éric Gaudry) : Luther
- Muse Watson (VFB : Robert Dubois ; VQ : Aubert Pallascio) : C.W.
- Raymond Cruz (VFB : Jean-Marc Delhausse ; VQ : Sébastien Ventura) : Jesus
- Brett Harrelson (VFB : Frédéric Meaux ; VQ : Denis Michaud) : Ray Bob
- Danny Trejo (VQ : Yves Corbeil) : Razor Eddie
- James Parks (VQ : Yvon Thiboutot) : Edgar McGraw
- Stacie Bourgeois (VQ : Geneviève de Rocray) : Marcy
- Maria Checa  : Lupe
- Tiffani-Amber Thiessen (VQ : Lisette Dufour) : Pam
- Bruce Campbell (VQ : Daniel Picard) : Barry
- Terry Norton  : Teri Harper
- Lara Bye  : l'employé du motel
- Joe Virzi  : Victor
- Scott Spiegel  : le réalisateur du film porno

doublage québécois
- Studio : Cinélume
- Direction artistique : Pierre G. Verge
- Adaptation : Pierre G. Verge

Source et légende : Version québécoise (V. Q.) sur Doublage QC.

## Accueil

### Accueil critique
Aux États-Unis, le long-métrage a reçu un accueil critique généralement défavorable :
- Sur Internet Movie Database, il obtient un score favorable de 4,1⁄10 sur la base de 15 036 critiques[12].
- Sur l'agrégateur américain Rotten Tomatoes, le film bénéficie d'un taux d'approbation de 9 % basé sur 11 opinions (1 critique positive et 10 négatives) et d'une note moyenne de 2,72⁄10[9].

En France, les retours sont également défavorables :
- Sur Allociné, il obtient une moyenne de 1,6⁄5 sur la base 497 critiques de la part des spectateurs[10].
- Sur SensCritique, il obtient une moyenne de 3,5⁄10 sur la base de 934 retours du public dont 7 coups de cœur et 181 envies[13].
- Sur Télérama, la note des spectateurs est de 1,66⁄5 pour 73 critiques[11].

## Distinctions

### Récompenses
- Academy of Science Fiction, Fantasy and Horror Films - Saturn Awards 1999 : Saturn Award de la meilleure édition DVD.

## Autour du film
- On retrouve dans ce film un personnage prénommé Edgar McGraw. C'est le fils du Texas Ranger Earl McGraw qui était un personnage d'Une nuit en enfer. Edgar et Earl apparaîtront ensemble dans Kill Bill vol. 1 (2003) et Boulevard de la mort (2007) de Quentin Tarantino. Earl apparaîtra également seul dans Planète Terreur de Robert Rodriguez.
- Danny Trejo est le seul acteur à apparaître dans les trois films Une nuit en enfer, dans deux rôles différents : Razor Eddie dans celui-ci et Razor Charlie dans le premier et le troisième.
- Robert Patrick, qui incarne ici Buck, tiendra le rôle de Jacob Fuller dans la série télévisée Une nuit en enfer.
- Le monteur du film apparaît brièvement dans le film : il est un vampire qui se fait tuer au bord de la route par Luther.